# Kvingra
64°53′8″N 11°24′57″Ø / 64.88556°N 11.41583°Ø
Kvingla eller Kvingra er en ø eller halvø i Nærøy kommune i Trøndelag fylke i Norge. Arealet er 57.3 km².
Kvingra er omgivet af fjorden Sørsalten i syd, nordre del af Nærøysundet i nordvest og fjorden Nordsalten i nordøst. Her er dale med moser mellem  åse der er op til 376 moh. (Skiftningspynten). Det er bosætning langs kysterne.
Indtil kommunesammenlægningen i 1964 var øen delt mellem Kolvereid og Nærøy kommuner.
Oprindelig var Kvingra delvis landfast i sydøst, men Remmastrauman blev udgravet i perioden 1886-88, for at skabe en farbar sejlrute fra Nordsalten til Sørsalten, og derved lette trafikken mellem de forskellige  dele af kommunen.
Torstad kapel blev indviet i 1936.